# Mainzer Singakademie
Die „Mainzer Singakademie e.V. ehem. Liedertafel und Damengesangverein von 1831“ ist der älteste Mainzer Kulturverein. Er wurde  1831 unter dem Namen „Mainzer Liedertafel“ gegründet.
Seit dem Jahre 2007 haben sich die Mainzer Singakademie und cantare mainz zusammengeschlossen, um mit Konzerten das Kulturleben der Stadt und der Region Mainz mitzugestalten. Unter dem Namen cantare mainz treten die Sängerinnen und Sänger als Chor der Mainzer Singakademie auf.
Die Mainzer Singakademie ist fest eingebunden in das kulturelle Leben der Stadt Mainz. Sie unterstützt die Aktivitäten der Stadt und hat außerdem enge Beziehungen mit dem Musikwissenschaftlichen Institut der Johannes-Gutenberg-Universität sowie dem Peter-Cornelius-Konservatorium.

## Geschichte und Wirken
Dirigenten und Komponisten wie Felix Mendelssohn Bartholdy, Peter Cornelius, Johannes Brahms, Paul Hindemith, Hans Gál und Karl Maria Zwißler, unter dessen Leitung der Chor z. B. für Göring auftrat, haben mit der Mainzer Singakademie gearbeitet. Otto Bach hatte sich 1863 ebenfalls um das Amt des Dirigenten beworben; eine Empfehlung von Richard Wagner stellte dieser in seiner Korrespondenz mit dem Verleger Schott allerdings in Zweifel. Von 1979 bis 2003 war Eberhard Volk Künstlerischer Leiter der Mainzer Singakademie; unter Volk gab es u. a. einen künstlerischen Austausch mit dem italienischen Corneo. Zum 150-jährigen Bestehen wurde die Auftragskomposition „Feuersignale – über Abgründe geblinkt“ für Bariton, gemischten Chor und Orchester aufgeführt. Seit 2005 ist Alexander J. Süß der Musikdirektor der Mainzer Singakademie.
Das Repertoire von cantare mainz umfasst die großen Oratorienwerke von Händel, Haydn, Mendelssohn Bartholdy, Cornelius und Orff, sowie Requien, Passionen und Messen von Mozart, Bruckner und Bach.
In dieser künstlerischen Arbeit wird der Chor vom Mainzer Akademieorchester, dem Orchester der Mainzer Singakademie, unterstützt.

## Schriften
- Das Podium (1956–1981, Urh. bis 1969: Mainzer Liedertafel und Damengesangverein)
- Horst Eigner (Hrsg.): Festprogramm zum 150jährigen Jubiläum. Mainzer Singakademie, 1981
- Klaus Damian (Hrsg.): Mainzer Singakademie e.V.: ehemals Mainzer Liedertafel und Damengesangverein von 1831; die Jahre 1831–2006; 175 Jahre Geschichte und Arbeit für die Musik und Kultur in Mainz; ein chronologischer Abriß. Mainzer Singakademie, 2006